# ستيوارت وود
ستيوارت وود (27 نوفمبر 1939 في المملكة المتحدة - ) (بالإنجليزية: Stuart Wood)‏ هو لاعب كريكت بريطاني. لعب مع Cheshire County Cricket Club ‏ والمقاطعات الوطنية للكريكيت الإنجليزي والويلزي ‏.

## وصلات خارجية
- ستيوارت وود على موقع إي آس بي آن كريك إنفو (الإنجليزية)